# E Gesù diventò Dio - L'esaltazione di un predicatore ebreo della Galilea
E Gesù diventò Dio - L’esaltazione di un predicatore ebreo della Galilea (nome originale How Jesus Became God. The Exaltation of a Jewish Preacher from Galilee) è un libro di Bart D. Ehrman pubblicato per la prima volta il 25 marzo 2014 dalla HarperOne. In Italia l'opera è stata tradotta da Michele Piumini e pubblicata il 23 novembre 2017 dalle edizioni Nessun Dogma.

## Soggetto
L'opera analizza l'evoluzione della figura di Gesù nel tempo e varie analogie soprannaturali precedenti alla sua ipotetica nascita.

## Capitoli
- Ringraziamenti
- Introduzione

1. Uomini divini nell'antichità greco-romana
2. Uomini divini nell'antico testamento
3. Gesù si credeva Dio?
4. La resurrezione di Gesù: cosa non possiamo sapere?
5. La resurrezione di Gesù: cosa possiamo sapere?
6. La nascita della cristologia: Cristo esaltato in cielo
7. Gesù come Dio in terra: le prime cristologie dell'incarnazione
8. Dopo il Nuovo Testamento: vicoli ciechi cristologici del secondo e terzo secolo
9. Orto-paradossi sulla strada per Nicea

- Epilogo
- Indice delle citazioni
- Indice degli argomenti e degli autori

## Recensioni
Alessandro Santagata per l'agenzia di stampa Adista ha generalmente apprezzato l'opera specialmente l'«approccio interdisciplinare allo studio delle tradizioni» e «le  chiavi  di  lettura della psicologia, della sociologia,dell’antropologia e delle scienze cognitive».